# Фридрих Кристиан I (Шлезвиг-Холщайн-Зондербург-Августенбург)
Фридрих Кристиан I фон Шлезвиг-Холщайн-Зондербург-Августенбург (на немски: Friedrich Christian I von Holstein-Sonderburg-Augustenburg; на датски: Frederik Christian 1. af Slesvig-Holsten-Sønderborg-Augustenborg; * 6 април 1721; † 13 ноември 1794, Аугустенбург, Дания) е херцог на Шлезвиг-Холщайн-Зондербург-Августенбург (1754 – 1794), датски генерал и рицар на „Ордена на Слона“ (Elefanten-Orden).

## Биография
Той е най-възрастният син на херцог Кристиан Август (1696 – 1754) и графиня Фридерика Луиза фон Данескиолд-Самсое (1699 – 1744). Внук е на херцог Фридрих Вилхелм фон Шлезвиг-Холщайн-Зондербург-Августенбург.
Той става най-големият земевладелец в Шлезвиг.

## Фамилия
Фридрих Кристиан I се жени на 26 май 1762 г. в Райнфелд за принцеса Шарлота Амалия Вилхелмина фон Шлезвиг-Холщайн-Зондербург-Пльон (* 23 април 1744, Пльон; † 11 октомври 1770, Августенбург), дъщеря на херцог Фридрих Карл фон Шлезвиг-Холщайн-Зондербург-Пльон и графиня Кристиана Армгардис (Ирмгард) фон Ревентлов. Te имат децата:
- Луиза (1763 – 1764)
- Луиза Шарлота Каролина (1764 – 1815)
- Фридрих Кристиан II (1765 – 1814) ∞ на 27 май 1786 г. принцеса Луиза Августа Датска (1771 – 1843)
- Фридрих Карл Емил (1767 – 1841), датски генерал ∞ София фон Шеел (1776 – 1836), дъщеря на фрайхер Йурген Ерих фон Шеел
- Кристиан Август (1768 – 1810), датски генерал и като Карл Август наследствен принц на Швеция, умира обаче преди да поема трона
- София Амелия (1769)
- Карл Вилхелм (1770 – 1771)